# Иоасафовская летопись
Иоасафовская летопись — русская летопись XVI века, содержащая известия 1437—1520 годов.

## Текстология
Получила название по имени митрополита Иоасафа, которому принадлежал единственный известный список середины 1520-х — 1530-х годов. Список имеет редакторскую правку и дополнения, написанные рукой митрополита Даниила Рязанца. Б. М. Клосс считает, что Иоасафовская летопись сохранилась в оригинале и была создана в конце 1520-х годов. Ю. Д. Рыков, А. В. Кузьмин относят летопись к первой четверти XVI века.
Летопись объединяет в себе известия предшествующих московских и общерусских летописных сводов второй половины XV — начала XVI века. Основным источником Иоасафовской летописи является Московский великокняжеский летописный свод конца XV века, доведённый до 1520 года и дополненный текстами из других источников: известия свода 1518 года, рассказы о чудесах при гробницах Петра и Алексея, и др.
По мнению Клосса, Иоасафовская летопись была составлена при московской митрополичьей кафедре и стала непосредственным источником Никоновской летописи. 17-й тетрадь Иоасафовской летописи не сохранилась. Она была переписана в конце полного списка Новгородской Хронографической летописи, также послужившем источником Никоновской летописи.
Я. С. Лурье также отмечал Иоасафовскую летопись в числе источников Никоновской летописи.

## Содержание
Содержит сведения, в том числе отсутствующие в других летописях, об объединении земель Москвой, внутренней и внешней политике Руси, а также ряд уникальных известий по истории Москвы, её пригородов и сельской округи.

## Значение
Отражает различные этапы формирования Русского государства, его внешней и
внутренней политики в 1437—1520 годы.

## Издание
- Иоасафовская летопись / [подгот. к печати А. А. Зимин и С. А. Левина]; под ред. А. А. Зимина; отв. ред. акад. М. Н. Тихомиров. — М., 1957.
- Иоасафовская летопись / Отв. ред. Ю. Д. Рыков, А. В. Кузьмин. — М.: Языки славянской культуры, 2014. — 256 c.